# Samantha van Diemen
Samantha van Diemen (2002. február 28. –) korosztályos holland női válogatott labdarúgó. Az Ajax csatára.

## Pályafutása

### Klubcsapatokban
A CTO amszterdami szakosztályánál kezdte pályafutását, majd 2019-től az Ajax csapatához köti szerződés.

### A válogatottban
Az U17-es korosztályos válogatottal 16 mérkőzésen vett részt és egy gólt szerzett.